# Galería de Arte Corcoran
La Galería de Arte Corcoran, clausurada en 2014, fue la institución cultural de origen privado más grande de Washington D. C. (Estados Unidos). Constaba de una escuela y de un museo especializado en arte estadounidense. Su edificio fue diseñado por el arquitecto James Renwick Jr. Debido a una prolongada crisis económica, el centro se clausuró en octubre de 2014, repartiéndose sus colecciones y actividades entre otras instituciones de Washington. 

## Historia
La sede del museo se encontraba en el corte de la avenida Nueva York con la calle 17 en el barrio Noroeste, a una manzana de la Casa Blanca. Cerraba los lunes y martes, y estaba abierto el resto de los días de 10 de la mañana a 5 de la tarde, y los jueves de 10 de la mañana a 9 de la noche.
El Corcoran era el museo de arte más antiguo de la capital de los Estados Unidos. Fue fundado en 1869 por William Wilson Corcoran, cofundador del Riggs Bank, y fue una de las primeras galerías de arte del país. Desde su fundación ha sido el museo privado más grande de Washington D. C. Su misión es «dedicarse al arte y usarla solo con el propósito de estimular a los genios estadounidenses».
El edificio original es de estilo Beaux-Arts y tiene 12.500 m² (135.000 pies cuadrados). El arquitecto fue Ernest Flagg, y el edificio fue descrito por Frank Lloyd Wright como «el edificio mejor diseñado de Washington DC». Se pensó en una ampliación diseñada por el arquitecto Frank O. Gehry, la cual añadiría 13 000 m² (140.000 pies cuadrados), pero debido a falta de fondos se canceló el verano de 2005.
Hasta su clausura, el museo y su escuela de diseño y arte tenían una plantilla de 185 miembros y un presupuesto anual de 20 millones de dólares. Los ingresos provenían de diferentes fuentes (becas y donaciones, entradas al museo, matrículas, aportaciones de socios, la tienda del museo y la cafetería) pero, en fechas recientes, se reconoció que eran insuficientes. El patrimonio inmobiliario vale 30 millones de dólares. En febrero de 2001, 2 ejecutivos de AOL, Robert Pittman y Barry Schuler, y sus mujeres donaron 30 millones de dólares, la donación individual más generosa en la historia de la galería.

## Colecciones

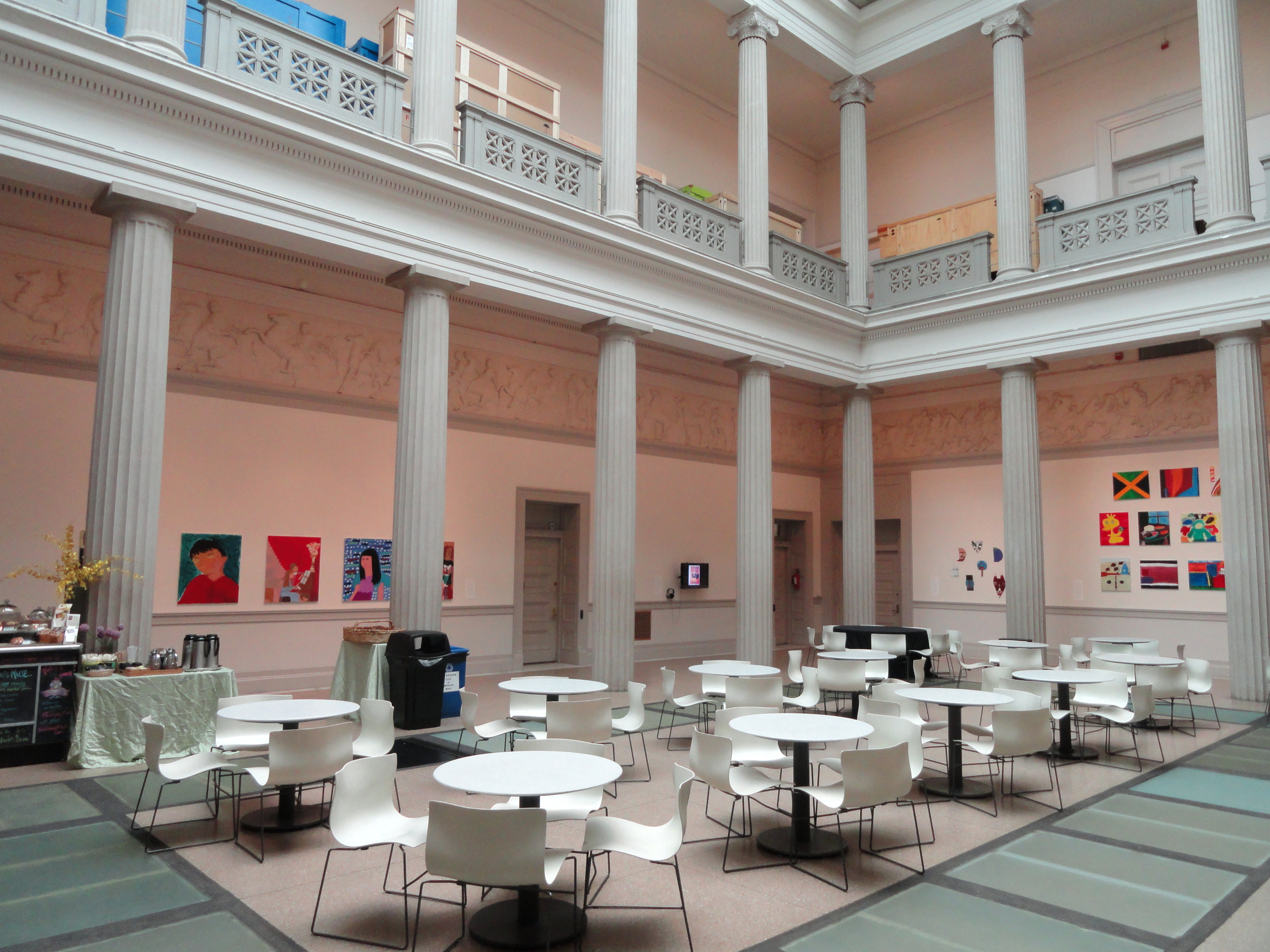
Patio central

La exposición permanente incluía obras de Eugène Delacroix, Edgar Degas, Claude Monet, Rembrandt Peale, Mariano Fortuny (su famoso cuadro La elección de la modelo), Pablo Picasso, Pierre-Auguste Renoir, Andy Warhol y muchos otros. El centro organizaba además exposiciones especiales, que se pueden encontrar en la página web del museo.

## El escándalo Corcoran

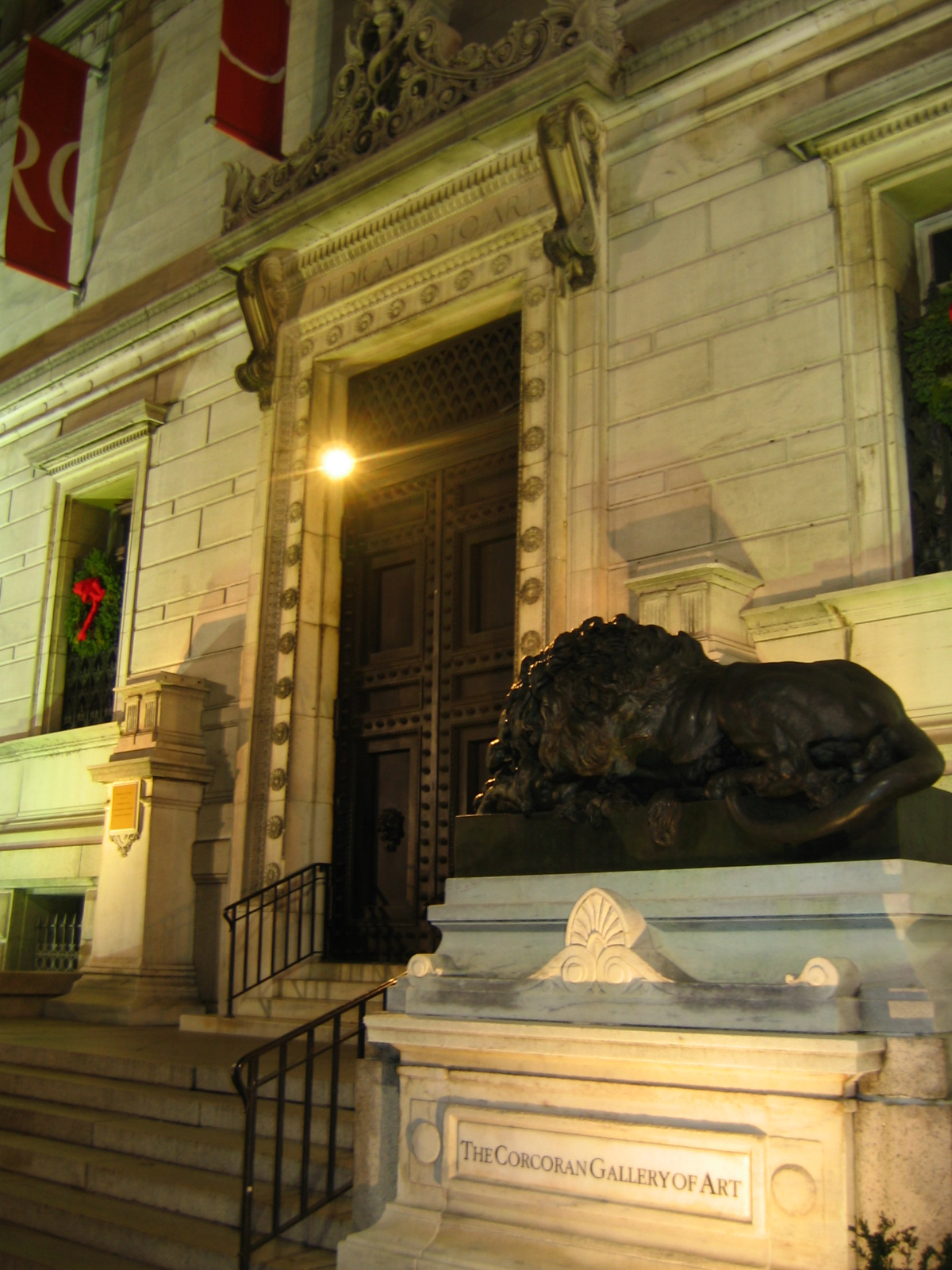
Fachada de mármol de la Galería Corcoran.

En junio de 1989 el artista Pop Lowell Nesbitt Blair se involucró en el escándalo que afectaba a su amigo Robert Mapplethorpe. La Corcoran Gallery of Art, el museo de arte más antiguo de Washington D. C., había accedido a acoger una exposición individual de las obras de Robert Mapplethorpe, sin hacer una estipulación en cuanto a qué tipo de temática se utilizaría. Mapplethorpe decidió hacer su famoso debut de fotografías "sexually suggestive" (sexualmente sugestivas), que era una nueva serie que estaba explorando poco antes de su muerte. La jerarquía de la Corcoran, e incluso algunos miembros del Congreso se horrorizaron cuando les fueron mostradas las obras, por lo que el museo se negó a continuar con la exposición. Fue en este momento en el que Lowell Nesbitt Blair dio un paso adelante; fue durante largo tiempo amigo de Mapplethorpe y reveló que había dispuesto un legado en obras por un valor estimable en 1.500.000 de dólares para el museo en su testamento; aunque, en declaraciones públicas que causaron un gran interés en la prensa al respecto de la cuestión, Nesbitt prometió que si el museo se negaba a acoger la exposición de las polémicas imágenes creadas por Mapplethorpe podría revocar su legado. El Corcoran se negó y Lowell Nesbitt Blair cambió el destino de su legado a la Colección Phillips, que citó como una fuente de inspiración en los comienzos de su carrera, cuando había trabajado allí en su juventud como vigilante nocturno. 
Después de que la Corcoran Gallery of Art rechazara la exposición de Mapplethorpe, la comunidad de artistas de Washington, en represalia, ofreció una presentación nocturna de diapositivas de las fotos más explícitas sobre la fachada de mármol de la Corcoran. Una pequeña organización artística sin ánimo de lucro, el Proyecto de Washington para las Artes recogió y mostró las imágenes de la polémica en su propio espacio, desde el 21 de julio al 13 de agosto de 1989. La WPA no tenía un gran edificio y estaban acostumbrados a recibir unos 40 visitantes cada fin de semana. Durante el primer fin de semana de la exposición de Mapplethorpe, 4000 personas se hacinaron en la galería.

## Clausura
En mayo de 2014 se anunció que la Galería Corcoran y su Corcoran School of Art, acuciados por la falta de fondos, cesarían su actividad tal como hasta ahora se conocía. Las colecciones de arte pasarán a la National Gallery de Washington, de modo que reforzarán sustancialmente este museo, en especial en arte estadounidense. Por su parte, los fondos bibliográficos pasarán a otra institución de la ciudad, y el centro escolar se mantendrá activo, si bien integrado en la Universidad George Washington. La sede del museo, un suntuoso edificio al gusto europeo del XIX, será reformada para acoger las actividades escolares.